# 特命ぺこぱ〜ぺこぱ貸します〜
『特命ぺこぱ〜ぺこぱ貸します〜』（とくめいぺこぱ ぺこぱかします）は、ひかりTV・dTVチャンネルにて2020年11月16日から毎週月曜23時から配信・放送されているぺこぱ初の冠レギュラー番組。

## 概要
ノリ突っ込まない＆誰も傷つけない漫才で大ブレイクしたぺこぱ初の冠レギュラー番組。
毎回人手不足や困っている現場に急行し、特命を受けたぺこぱが進行ゲストとともに任務を果たすべく、全力でお手伝いするバラエティ番組。
大型施設や遊園地、商店街からの特命のほか、ぺこぱの後輩芸人が番組のウワサを聞きつけ応募してくることもある。

## エピソード
冠番組でありながら、ぺこぱ自身は一切進行しないため、毎回進行ゲストとして女性ゲストが加わり番組進行をしている。初回の柏木由紀（AKB48）から始まり、進行ゲストは48グループや坂道グループ、またその出身者が多いため松陰寺やシュウペイは「この番組は間も無く乗っ取られる」由の発言をよくしている。また、冠番組ということでしばしばサプライズゲストとしてぺこぱ憧れの有名人が登場する。#4で松陰寺憧れの井上和香、#6でシュウペイ憧れのモデルの香音がサプライズ登場した。また、ナレーションは指原莉乃プロデュースのアイドルグループ=LOVEのメンバーが務めている。
全12回として始まった番組だが、2月15日（第12回目）の放送・配信において、2クール目に突入することが番組の最後に松陰寺から発表された。合わせてその発表が旧知のトム・ブラウン、Aマッソとのロケ中のことであり、次回の進行ゲストが佐々木久美と東村芽依（日向坂46）であり、さらに納言・薄幸、パーパー、東京ホテイソンなどが参加する「芸人特命プレゼン大会」が行われることも予告している。
2ndシーズンは佐々木久美と東村芽依（日向坂46）を迎え、松陰寺のダサイ私服をシュウペイと共にコーディネートする企画からスタート。その後は芸人特命プレゼン大会トム・ブラウンとAマッソとの冬キャンプなどぺこぱと関係性の深い芸人が多く登場する内容となっている。
3月22日（第17回）の放送・配信において、ほしのディスコ（パーパー）がプレゼンした特命を実現「ほしのバンド」を結成し、モデルの香音、芸人のまとばゆう、YouTuberのタナカガを迎えYOASOBIの「夜に駆ける」を披露。公式YouTube チャンネルでも公開されている。
特命実現の流れは現在も続いており、東京ホテイソン、ランジャタイの特命を実現させている模様である。
3月29日（第18回）の放送・配信では初の２回目のゲスト柏木由紀（AKB48）を迎えた。
第1回以来の登場となる柏木を松陰寺は「番組にハマっている」と評価。小栗有以（AKB48）と共にヨガとアスレチックのロケに参加した柏木。アスレチックでは無理と思われていたチャレンジに成功。その模様は情熱大陸風に演出され、柏木が発した「私のためにこんなに尺使えないから」は感動を呼んだ。
4月12日（第20回）の放送・配信で行われた第2回特命プレゼン大会のランジャタイの伊藤幸司が行ったヘアアレンジが衝撃を与えた。その独特の髪型に覆われていた耳、おでこを出しヘアセットした姿にスタジオはどよめいた。
これを受け4月26日（第22回）の放送・配信にてランジャタイ自身がイメチェンする特命が敢行された。盟友のウエストランドも出演し、まずは伊藤がカラフル・ストリート・東京カレンダー風に衣装をコーディネート。さらにはヘアメイクさんによって耳をさらけ出しもみ上げをカット。今までとは全く異なる伊藤が出現。シュウペイの助言により相方の国崎和也も伊藤に合わせてスーツ姿に変身。ぺこぱ、ウエストランド絶賛の変貌を遂げた。この時の写真はランジャタイの公式ホームページに期間限定で宣材写真として公開され、大きな話題を呼んだ。
4月25日　パーパーの特命による「ほしのバンド」のYouTube生配信ライブが行われた。メンバーは前回から参加の香音(Dr)、まとばゆう(key)に加えオーディションにて選ばれたちいぱん(Ba)が加入。松陰寺がギター、ほしのディスコがボーカル。さらにはシュウペイがDJ、あいなぷぅがエア・コーラスを務め「夜に駆ける」「君はロックを聴かない」「夏祭り」の3曲を披露。このうち「君はロックを聴かない」ではヒコロヒーがアコースティックギターを担当し、メンバーに加わった。
ヒコロヒーは本編では進行ゲストを務め、第26回(5月24日放送・配信)にて「君はロックを聴かない」の弾き語りを披露している。
5月31日（第27回）、6月7日（第28回）の放送・配信において 千葉県の「いすみ鉄道」の魅力を広める特命を実施。錦鯉・ティモンディと共に各駅のキャッチフレーズを考えたり、写真をTwitter上に上げたりした。中でも大多喜駅のホームに設置した「ぺこぱ顔ハメパネル」は松陰寺いわく「番組史上最もお金をかけた」もので現在も大多喜駅の名物となっている。
6月14日（第29回）、6月21日（第30回）の放送・配信回には、ぺこぱと「乃木坂スター誕生!」で共演している乃木坂46の4期生、弓木奈於と掛橋沙耶香が出演。息の合ったトークを繰り広げ第3回芸人プレゼン大会に出演したオズワルド伊藤から松陰寺と弓木が「ちょいちょいイチャつくのを見せられる」と突っ込まれている。
またこの時出演した吉住から「ぺこぱは実力以上の人気がある」と評され、その後も松陰寺はANNXなどでこのことを受けたと思われてるような発言をしている
6月23日には「ほしのバンド」の2ndライブが渋谷のライブハウス「WWW X」で行われ、その模様がYouTubeで生配信された。このライブでは抽選で選ばれた視聴者100名が招待されアリーナZoom席で見守った。
このライブで演奏された「打上花火」のツインボーカルとしてMr.シャチホコが参加した。このライブの模様は7月26日（第35回）、8月2日（第36回）に放送・配信された。
7月12日（第33回）、7月19日（第34回）ではさらば青春の光の森田哲矢が登場。ロケ車を自ら運転しロケ場所に向かうが、「ピー音を入れる」というきつねの術中にハマり月収が200万円であることを告白し車内は騒然となった。
8月9日（第37回）、8月16日（第38回）放送・配信では再び トム・ブラウンとAマッソが登場し、ぺこぱと共にお世話になった方々へのお礼巡りツアーを敢行。元珈琲ブレイクンのいけだのひーくんに松陰寺が奥さんと会話するときの「だりゅ」語をバラされている。さらにこの回ではぺこぱとAマッソが出会った番組「笑けずり」のロケ地を再訪。
6年ぶりに「ペンションもとす」を訪れ、ぺこぱ、Aマッソ、そしてザ・パーフェクトとも合流し、当時のベスト3が一同に介した。当時宿泊した部屋は当時のまま残されており、シュウペイの最終日の窓ガラス破損事件などが披露された。3組は当時ネタを披露していた公民館で6年ぶりに同じネタに挑戦。松陰寺はローラースケートで登場し、現在とはボケとツッコミが逆の漫才を再演した。番組のラストには3組のヒストリーをまとめたVTRがゆずの「栄光の架橋」のBGMと共に流れ、感動的なVTRに松陰寺は「最終回じゃないよね？」と心配していた。
8月23日(第39回)、8月30日(第40回)の放送・配信回では錦鯉・長谷川のアパートを訪れ、「毎日ぺこぱ」カレンダーを作る作業をしていたジャック豆山にお礼し、SMAの後輩芸人のゴミ屋敷を久々に掃除する特命をこなした。
9月13日(第42回)では第3回特命プレゼン大会で「スポーツを楽しみたい」と提案したザ・マミィとスポーツ対決を行った。バスケットボールでの肩ならしの冒頭からミラクルを連発する酒井は、PK対決、ストラックアウト対決でも奇跡的な運動神経を見せつけたが、卓球対決で豹変。ぺこぱとザ・マミィの3番勝負は意外にも白熱したものとなった。
9月20日(第43回)、9月27日(第44回)は「TAIGAと仲間の夏休み」。TAIGAがヒコロヒーを引き連れ持ち込み企画で参戦。納言・幸とヒコロヒーから「仲が良いのが恥ずかしい」と言われつつ、自ら車を運転し、山梨・西湖のキャンプ場へ。行きの道中ではなぜかTAIGAの弟子オーディションが行われTAIGAのプライベートクイズが出題されるが、誰一人興味を持たず、正解すら発表させてもらえない事態に。キャンプ場に到着しボート対決をするも、シュウペイの「念のためにピンマイクを外して」の一言で湖へダイブ。一同が大丈夫か心配するも湖はひざまでしかない浅瀬で爆笑を誘うこととなった。その後のBBQでは宮下草薙が「令和イチのロケ」と評するほど全員が楽しんだようでヒコロヒーは「こんなに期待してなかった」と正直なコメントを吐露している。
10月11日(第46回)では森本サイダーの特命が実現。ぺこぱ、カミナリ、河邑ミク、ONE N' ONLYのTETTAとREI、全員がパジャマ姿で登場し、「布団DEトーク」を行った。
10月18日(第47回)、10月25日(第48回)では、ぺこぱ、きつね、トンツカタン森本によるラップバトルが勃発。中でもシュウペイの「おくんなましラップ」が爆笑を生んだ。また、シュウペイのプライベート友だちのゆってぃも登場。大ベテランにもかかわらず、ミスを連発。最後にはTAIGAに戦いを申し入れた。
11月1日(第49回)、11月15日(第50回)ではAマッソ村上プレゼンツの女性芸人癒しツアーが敢行された。OPではAマッソから結婚の報告を受けツアーに出発。ヒコロヒー、パーパーあいなぷぅ、やす子が同行し、事前のリクエストに応える形で都内を巡った。車内ではAマッソとヒコロヒーの同居時代の話題に。次々と同居から外れていった理由が結婚のためだったことが明かされた。「ホテル椿山荘」に到着した一行がアフタヌーンティーを楽しんだ所で、あいなぷぅのリクエストでヒコロヒーとAマッソ加納がガーリーに変身することに。ハートマークのセーターにスカート、SWEET STAR GIRLSと書かれたヘアピンで登場した加納は「芸人を10年やってこんな屈辱ない」と一言。サイケな衣装で現れたヒコロヒーは「知らんマリファナの情報知ってる美大生」と言い放った。
11月15日(第51回)では最近家を探しているシュウペイのため、都内の高級物件を紹介する「シュウペイ、夢の家を買う」を敢行。ヒコロヒーとトンツカタン森本も同行し、まずは都心の40階のタワマンへ。最上階に設置された露天風呂に一同は驚嘆の声を上げた。2軒目の下北沢の4階建て一軒家では貴島明日香がシュウペイの新婚の奥さん役を務め、所々でミニコントが発動された。このコントの後にはなぜかヒコロヒーと森本のやさぐれ奥さまコントも披露され即興コントの完成度に松陰寺はめちゃくちゃ面白いと感心していた。
11月30日(第53回)には番組初の生配信SPとして1時間の特別編成で番組がOAされた。進行ゲストに須田亜香里、ゲストにはランジャタイを迎え、事前に募集した視聴者の特命に時間の許す限り応えるという形で番組は進行。昔のネタが見たいというリクエストに、シュウペイの一言で松陰寺がピン芸人時代の「松井祭」のネタを披露した。またランジャタイとの地下芸人時代トークも織り混ぜつつ、スーツ姿からすぐ元に戻るのはどうして？という視聴者からの疑問に「この方がこの番組に何回も呼ばれるので味をしめた」と答えている。
12月6日(第54回)、12月13日(第55回)では11月16日に行われた なかのZERO小ホールでの「1周年記念特命ぺこぱ大感謝祭お笑いライブ」の模様が放送・配信された。錦鯉、タイムマシーン3号、カカロニ、ママタルト、トンツカタン、怪奇！YesどんぐりRPG、やす子、モンローズ、ランジャタイ、ウエストランドがライブに参加。M-1の準々決勝の前日ということもあり参加メンバーのネタがかなり仕上がっており、ぺこぱもその主旨の発言を繰り返していた。中でも錦鯉のお猿のネタはM-1決勝の2本目に披露し王者を勝ち取ったネタでもあり、抽選で招待された視聴者からも後に「伝説のライブ」と評価を得ている。このライブはその他に見所が満載でランジャタイの初めてスーツ姿での観客の前での漫才、ぺこぱとトンツカタン森本の英語をからめたコラボ漫才。さらにはいつもナレーションを担当している　＝LOVEから齊藤なぎさと大谷映美里が参加しての=LOVE大喜利、極めつけは「松陰寺の新しい決めゼリフを考える」大喜利でランジャタイ国崎の回答を皮切りに「エンタの神様」のワードをからめた答えが続発した、いわゆる「エンタ大喜利」。爆笑の連続に会場がグルーブ感に包まれた。ラストにはTAIGAが松陰寺の誕生日を祝うため登場したが、逆にぺこぱから電動自転車をプレゼントされるという逆サプライズにあい、「お前誰だよロックンロール」を自転車をこぎながら披露することになった。なお、第55回は1時間SPで放送・配信された。

## 出演者
- ぺこぱ（松陰寺太勇、シュウペイ）

| #   | 放送日         | ゲスト | ナレーション すべて=LOVE（イコールラブ）メンバー | 特命先 | 特命内容                                                                             |
| --- | -------------- | --- | ------------------------------------------------ | --- | ------------------------------------------------------------------------------------ |
| #1  | 2020年11月16日 | 柏木由紀（AKB48） | 齊藤なぎさ                                       | 東京ドイツ村 | アトラクション整備・動物のお世話                                                     |
| #2  | 2020年11月23日 | 柏木由紀（AKB48） | 齊藤なぎさ                                       | 東京ドイツ村 | 動物のお世話・イルミネーション設置・ステージ                                         |
| #3  | 2020年11月30日 | 斉藤優里 片付けのお手伝い：ダシヨ | 髙松瞳                                           | いのうち自宅 | ゴミ屋敷の片付け                                                                     |
| #4  | 2020年12月7日  | 斉藤優里 サプライズゲスト：井上和香 | 髙松瞳                                           | やきとん かど | コロナ禍でお客さんの減った居酒屋を盛り上げよう！                                     |
| #5  | 2020年12月14日 | 島崎遥香 | 佐々木舞香                                       | ヤギサワベース | 商店街を盛り上げよう！地元FMに出演                                                   |
| #6  | 2020年12月21日 | 島崎遥香 サプライズゲスト：香音 | 佐々木舞香                                       | 柳盛会柳沢北口商店街 | 商店街を盛り上げよう！                                                               |
| #7  | 2021年1月11日  | 向井地美音(AKB48) | 野口衣織                                         | 社長の自宅 | クルーザーパーティーの準備                                                           |
| #8  | 2021年1月18日  | 向井地美音(AKB48) サプライズゲスト：TAIGA | 野口衣織                                         | 社長のクルーザー | クルーザーパーティーを盛り上げて！                                                   |
| #9  | 2021年1月25日  | 須田亜香里（SKE48） | 大谷映美里                                       | よみうりランド | 開園準備・アシカのお世話・アトラクションの試乗                                       |
| #10 | 2021年2月1日   | 須田亜香里（SKE48） | 大谷映美里                                       | よみうりランド | よみうりランドのPR                                                                   |
| #11 | 2021年2月8日   | 辻本達規（BOYS AND MEN） | 山本杏奈                                         | ダシヨ | 引越し＆物件探しを手伝って！                                                         |
| #12 | 2021年2月15日  | 辻本達規（BOYS AND MEN） | 山本杏奈                                         | ダシヨ ぺこぱ大好きサッカー少年 | シュウペイにサッカーを教えて欲しい！                                                 |
| #13 | 2021年2月22日  | 佐々木久美、東村芽依（日向坂46） | 髙松瞳                                           | 佐々木久美、東村芽依（日向坂46） トレファクスタイル調布国領店                                                                          | 松陰寺の私服をオシャレにしたい！                                                     |
| #14 | 2021年3月1日   | 佐々木久美、東村芽依（日向坂46） | 髙松瞳                                           | 薄幸（納言） パーパー 東京ホテイソン タイムマシーン3号 Yes!アキト                                                                      | 第1回 芸人特命プレゼン大会                                                           |
| #15 | 2021年3月8日   | トム・ブラウン、Aマッソ | 齋藤樹愛羅                                       | トム・ブラウン、Aマッソ | ぺこぱと一緒に冬キャンプをしたい！                                                   |
| #16 | 2021年3月15日  | トム・ブラウン、Aマッソ | 齋藤樹愛羅                                       | トム・ブラウン、Aマッソ | ぺこぱと一緒に冬キャンプをしたい！                                                   |
| #17 | 2021年3月22日  | パーパー、パパラピーズ | 野口衣織                                         | まとばゆう、ほしのディスコ、タナカガ、古川結菜、香音                                                                                   | プレゼン実現回『ほしのバンドを作りたい！』                                           |
| #18 | 2021年3月29日  | 柏木由紀、小栗有以（AKB48） | 佐々木舞香                                       | 松陰寺太勇 | 一緒に汗をかこう！・前編                                                             |
| #19 | 2021年4月5日   | 一緒に汗をかこう！・後編：柏木由紀、小栗有以（AKB48） 屋台船ゲスト：パパラピーズ（タナカガ、じんじん） 第2回 芸人特命プレゼン大会・前編：岡田奈々、加藤玲奈（AKB48）       | 佐々木舞香                                       | パーパー ママタルト ゾフィー 森本サイダー ランジャタイ                                                                                 | 一緒に汗をかこう！・後編 屋形船で絶品お好み焼き作り 第2回 芸人特命プレゼン大会・前編 |
| #20 | 2021年4月12日  | 岡田奈々、加藤玲奈（AKB48） | 野口衣織                                         | パーパー ママタルト ゾフィー 森本サイダー ランジャタイ                                                                                 | 第2回 芸人特命プレゼン大会・後編                                                     |
| #21 | 2021年4月19日  | 東京ホテイソン、ウエストランド 貴島明日香 | 髙松瞳                                           | たける（東京ホテイソン）、松陰寺太勇                                                                                                   | プレゼン実現回『たけるの脱毛＆ショーゴって何だ？』                                   |
| #22 | 2021年4月26日  | ランジャタイ、ウエストランド 井上咲楽 | 髙松瞳                                           | ランジャタイ | プレゼン実現回『相方をイメチェンしたい』                                             |
| #23 | 2021年5月3日   | TAIGA、ラランド 筧美和子 | 山本杏奈                                         | 馬森牧場 | 千葉に新たな映えスポットを作りたい！前編                                             |
| #24 | 2021年5月10日  | TAIGA、ラランド 筧美和子 | 山本杏奈                                         | 馬森牧場 | 千葉に新たな映えスポットを作りたい！後編                                             |
| #25 | 2021年5月17日  | パーパー、ヒコロヒー | 大場花菜                                         | 香音 まとばゆう モリタク！、くぼた隆政（いち・もく・さん)、小野島徹（駆け抜けて軽トラ）、よしのひろき、ぶたマンモス、ちいぱん          | ほしのバンド 生配信ライズSP                                                          |
| #26 | 2021年5月24日  | パーパー、ヒコロヒー | 大場花菜                                         | ほしのディスコ（Vo） 松陰寺太勇（Gt） ヒコロヒー（Ag） ちいぱん（Ba） まとばゆう（Key） 香音（Dr） シュウペイ（DJ） あいなぷぅ（Cho ） | ほしのバンド 生配信ライブSP                                                          |
| #27 | 2021年5月31日  | 錦鯉、ティモンディ、黒木ひかり | 齋藤樹愛羅                                       | いすみ鉄道 | いすみ鉄道の魅力を広めよう！〜前編〜                                                 |
| #28 | 2021年6月7日   | 錦鯉、ティモンディ、黒木ひかり | 齋藤樹愛羅                                       | いすみ鉄道 | いすみ鉄道の魅力を広めよう！〜後編〜                                                 |
| #29 | 2021年6月14日  | 弓木奈於、掛橋沙耶香（乃木坂46） | 髙松瞳                                           | ランジャタイ、ウエストランド | どうするランジャタイ!?緊急会議SP                                                     |
| #30 | 2021年6月21日  | 弓木奈於、掛橋沙耶香（乃木坂46） | 髙松瞳                                           | オズワルド 吉住 ザ・パーフェクト ウエストランド ザ・マミィ                                                                             | 第3回 芸人特命プレゼン大会                                                           |
| #31 | 2021年6月28日  | 須田亜香里、エイトブリッジ | 佐々木舞香                                       | 白石農園 | アスパラ農家のお手伝い                                                               |
| #32 | 2021年7月5日   | 吉住、蛙亭、ザ・マミィ | 佐々木舞香                                       | 吉住 | プレゼン実現会 『最強占いSP』                                                        |
| #33 | 2021年7月12日  | 小栗有以（AKB48）、森田哲矢（さらば青春の光）、きつね | 野口衣織                                         | 神奈川県愛川町 | 神奈川県 愛川町を盛り上げよう！                                                      |
| #34 | 2021年7月19日  | 小栗有以（AKB48）、森田哲矢（さらば青春の光）、きつね | 野口衣織                                         | 神奈川県愛川町 | 神奈川県 愛川町を盛り上げよう！                                                      |
| #35 | 2021年7月26日  | パーパー、ヒコロヒー、香音、まとばゆう、ちいぱん | 山本杏奈                                         | ぽんぽこ ハリウリサ Mr.シャチホコ 河邑ミク                                                                                             | ほしのバンド 2nd生配信ライブSP ボーカルオーディション                                |
| #36 | 2021年8月2日   | パーパー、ヒコロヒー、香音、まとばゆう、ちいぱん、Mr.シャチホコ | 山本杏奈                                         | Vo ほしのディスコ Vo Mr.シャチホコ Gt 松陰寺太勇 Ag ヒコロヒー Ba ちいぱん Key まとばゆう Dr 香音 DJ シュウペイ Cho あいなぷぅ         | ほしのバンド 2nd生配信ライブSP                                                       |
| #37 | 2021年8月9日   | 黒木ひかり、トム・ブラウン、Aマッソ | 髙松瞳                                           | いけだのひーくん KICK BACK CAFE | お世話になった人に お礼を言いに行こうツアー〜前編〜                                  |
| #38 | 2021年8月16日  | 黒木ひかり、トム・ブラウン、Aマッソ、ザ・パーフェクト | 髙松瞳                                           | リゾートペンションもとす 本栖公民館 | お世話になった人に お礼を言いに行こうツアー〜後編〜                                  |
| #39 | 2021年8月23日  | 錦鯉、福田萌子 | 大場花菜                                         | ジャック豆山 お団子まんじゅう古澤 ラズベリー原澤たこやき                                                                               | ジャック豆山にお礼                                                                   |
| #40 | 2021年8月30日  | 錦鯉、福田萌子、納言 | 大場花菜                                         | 錦鯉 | ２周目どうする錦鯉                                                                   |
| #41 | 2021年9月6日   | 東京ホテイソン、王林 トム・ブラウン Aマッソ、黒木ひかり | 野口衣織                                         | mipig cafe リゾートペンションもとす | マイクロブタの魅力を広めてほしい お礼巡りツアー未公開編                              |
| #42 | 2021年9月13日  | ザ・マミィ、王林 | 野口衣織                                         | ザ・マミィ | プレゼン実現回『ザ・マミィ酒井スポーツの楽しさを味わいたい』                         |
| #43 | 2021年9月20日  | TAIGA、ヒコロヒー、納言、宮下草薙 | 髙松瞳                                           | TAIGA | TAIGAと仲間の夏休み〜前編〜                                                          |
| #44 | 2021年9月27日  | TAIGA、ヒコロヒー、納言、宮下草薙 | 髙松瞳                                           | TAIGA | TAIGAと仲間の夏休み〜後編〜                                                          |
| #45 | 2021年10月4日  | カミナリ、ONE N' ONLY、藤井21 | 山本杏奈                                         | たもんじ農園 | 東京産寺島なすの魅力を広めたい                                                       |
| #46 | 2021年10月11日 | 森本サイダー、河邑ミク、カミナリ、ONE N' ONLY(TETTA、REI) | 山本杏奈                                         | 森本サイダー | プレゼン実現会 『布団DEトーク』                                                      |
| #47 | 2021年10月18日 | 久間田琳加 | 大場 花菜                                        | Everybody (お笑いコンビ)、きつね、トンツカタン森本、キュウ、カカロニ、ゆってぃ TAIGA                                                   | 第4回 芸人特命プレゼン大会                                                           |
| #48 | 2021年10月25日 | 久間田琳加 TAIGA、ヒコロヒー、納言 宮下草薙 | 大場 花菜                                        | Everybody (お笑いコンビ)、きつね、トンツカタン森本、キュウ、カカロニ、ゆってぃ TAIGA                                                   | 第4回 芸人特命プレゼン大会 TAIGAと仲間の夏休み〜未公開〜                             |
| #49 | 2021年11月1日  | ヒコロヒー Aマッソ あいなぷぅ やす子 | 大場 花菜                                        | Aマッソ村上 | 女性芸人癒しツアー〜前編〜                                                           |
| #50 | 2021年11月8日  | ヒコロヒー Aマッソ あいなぷぅ やす子 | 大場 花菜                                        | Aマッソ村上 | 女性芸人癒しツアー〜後編〜                                                           |
| #51 | 2021年11月15日 | ヒコロヒー トンツカタン森本 貴島明日香 | 野口衣織                                         | シュウペイ | シュウペイ、夢の家を買う                                                             |
| #52 | 2021年11月23日 | ウエストランド お見送り芸人しんいち ネコニスズ カカロニ シイナ 三浦一馬 M!LK 山中柔太朗 M!LK 曽野舜太 貴島明日香                                                           | 野口衣織                                         | ウエストランド井口 | プレゼン実現回 芸能界最強フットサルチームを作ろう                                    |
| #53 | 2021年11月30日 | 須田亜香里 ランジャタイ |                                                  | | ひと足早いX'masプレゼント生配信SP                                                    |
| #54 | 2021年12月6日  | 齊藤なぎさ 大谷映美里（＝LOVE） 錦鯉/タイムマシーン3号/カカロニ/ママタルト/トンツカタン/怪奇!YesどんぐりRPG/ミクミクサイダー/やす子/モンローズ/ランジャタイ/ウエストランド | 佐々木舞香                                       | | 1周年記念 大感謝祭お笑いライブSP〜前編〜                                             |
| #55 | 2021年12月13日 | 齊藤なぎさ 大谷映美里（＝LOVE） 錦鯉/タイムマシーン3号/カカロニ/ママタルト/トンツカタン/怪奇!YesどんぐりRPG/ミクミクサイダー/やす子/モンローズ/ランジャタイ/ウエストランド | 佐々木舞香                                       | | 1周年記念 大感謝祭お笑いライブSP〜後編〜                                             |
| #56 | 2021年12月20日 | 辻本達規・田村侑久（BOYS AND MEN） ゆうちゃみ 阿諏訪泰義（うしろシティ） ゾフィー                                                                                          | 山本杏奈                                         | しゃぶ葉 | しゃぶしゃぶ最強タレ作り                                                             |
| #57 | 2022年1月10日  | 辻本達規・田村侑久（BOYS AND MEN） ゆうちゃみ きつね | 山本杏奈                                         | 森本サイダー | 布団DEトーク奇跡の第2弾！                                                            |
| #58 | 2022年1月17日  | ウエストランド REI・TETTA（ONE N'ONLY） | 髙松 瞳                                          | キラキラ橘商店街 | 東京・下町の商店街を盛り上げよう！〜前編〜                                           |
| #59 | 2022年1月24日  | ウエストランド REI・TETTA（ONE N'ONLY） | 髙松 瞳                                          | キラキラ橘商店街 | 東京・下町の商店街を盛り上げよう！〜後編〜                                           |
| #60 | 2022年1月31日  | 高田秋 エイトブリッジ 檜原洋平(ママタルト) | 野口衣織                                         | エイトブリッジ別府 | 東京専門店ツアー〜前編〜                                                             |
| #61 | 2022年2月7日   | 高田秋 わらふぢなるお 森本晋太郎（トンツカタン） | 野口衣織                                         | わらふぢなるお | 東京専門店ツアー〜後編〜                                                             |
| #62 | 2022年2月14日  | TAIGA 納言 宮下草薙 ヒコロヒー | 佐々木舞香                                       | TAIGA | TAIGAと仲間の冬休み〜前半〜                                                          |
| #63 | 2022年2月21日  | TAIGA 納言 宮下草薙 ヒコロヒー | 佐々木舞香                                       | TAIGA | TAIGAと仲間の冬休み〜後半〜                                                          |
| #64 | 2022年2月28日  | トム・ブラウン 3時のヒロイン | 大場花菜                                         | 松陰寺太勇 | イカの魅力をもっと広めてもらいたい                                                   |
| #65 | 2022年3月7日   | トム・ブラウン 3時のヒロイン | 大場花菜                                         | 松陰寺太勇 | NY発エクササイズに挑戦                                                               |
| #66 | 2022年3月14日  | 前田裕太（ティモンディ） 吉住 あの | 髙松 瞳                                          | ANA | 飛行機の魅力を知ろう〜前編〜                                                         |
| #67 | 2022年3月21日  | 前田裕太（ティモンディ） 吉住 あの | 髙松 瞳                                          | ANA | 飛行機の魅力を知ろう〜後編〜                                                         |
| #68 | 2022年3月28日  | さらば青春の光 ３時のヒロイン オダウエダ ニシダ（ラランド） | 山本杏奈                                         | | 第５回芸人特命プレゼン大会                                                           |
| #69 | 2022年4月4日   | やす子 森田哲矢(さらば青春の光) ニシダ(ラランド) | 山本杏奈                                         | やす子 | 家系ラーメンを振る舞う                                                               |
| #70 | 2022年4月11日  | ウエストランド モグライダー 向井地美音 | 大場花菜                                         | 地下芸人の皆さま | あの芸人さんお元気ですか？久しぶりに会いまSHOW 〜前編〜                              |
| #71 | 2022年4月18日  | ウエストランド モグライダー 向井地美音 | 大場花菜                                         | 地下芸人の皆さま | あの芸人さんお元気ですか？久しぶりに会いまSHOW 〜後編〜                              |
| #72 | 2022年4月25日  | ランジャタイ 中田花奈 | 佐々木舞香                                       | さがみ湖プレジャーフォレスト | さがみ湖プレジャーフォレスト1日アンバサダー〜前編〜                                  |
| #73 | 2022年5月2日   | ランジャタイ 中田花奈 | 佐々木舞香                                       | さがみ湖プレジャーフォレスト | さがみ湖プレジャーフォレスト1日アンバサダー〜後編〜                                  |
| #74 | 2022年5月16日  | ハナコ きつね 怪奇！YesどんぐりRPG 貴島明日香 | 山本杏奈                                         | | ひと皮むけよう！臨海学校 〜前編〜                                                    |
| #75 | 2022年5月23日  | ハナコ きつね 怪奇！YesどんぐりRPG 貴島明日香 | 山本杏奈                                         | ひと皮むけよう！臨海学校 〜後編〜 |                                                                                      |
| #76 | 2022年5月30日  | 永野 お見送り芸人しんいち Aマッソ ゆうちゃみ | 髙松瞳                                           | 地下芸人の皆さま | あの芸人さんお元気ですか？久しぶりに会いまSHOW第２弾〜前編〜                         |
| #77 | 2022年6月6日   | 永野 お見送り芸人しんいち Aマッソ ゆうちゃみ | 髙松瞳                                           | 地下芸人の皆さま | あの芸人さんお元気ですか？久しぶりに会いまSHOW第２弾〜後編〜                         |
| #78 | 2022年6月13日  | TAIGA まとばゆう ぽんぽこ ティモンディ 森本晋太郎（トンツカタン） パーパー 東京ホテイソン やす子 須田亜香里（SKE48）                                                       | 瀧脇笙古                                         | | ぺこぱ9周年パーティー〜前編〜                                                        |
| #79 | 2022年6月20日  | TAIGA まとばゆう ぽんぽこ ティモンディ 森本晋太郎（トンツカタン） パーパー 東京ホテイソン やす子 須田亜香里（SKE48） 【サプライズゲスト】 井上和香 JOY（VTR出演）          | 瀧脇笙古                                         | | ぺこぱ9周年パーティー〜後編〜                                                        |
| #80 | 2022年6月27日  | 須田亜香里（SKE48） | 野口衣織                                         | 西小山ヒッポーズ | 少年野球チーム1日監督                                                                |
| #81 | 2022年7月4日   | やす子 森本晋太郎（トンツカタン） エルフ | 野口衣織                                         | やす子 | やす子クッキング第３弾                                                               |
| #82 | 2022年7月11日  | ランジャタイ 大友花恋 | 大場花菜                                         | | オリジナルグッズ作り                                                                 |
| #83 | 2022年7月18日  | 森本サイダー ランジャタイ 納言 大友花恋 | 大場花菜                                         | 森本サイダー | 布団DEトーク                                                                         |
| #84 | 2022年7月25日  | ヒコロヒー 3時のヒロイン 納言 宮下草薙 松村沙友理 | 山本杏奈                                         | 松村沙友理 | 最高の一杯〜前編〜                                                                   |
| #85 | 2022年8月1日   | ヒコロヒー 3時のヒロイン 納言 宮下草薙 松村沙友理 | 山本杏奈                                         | 松村沙友理 | 最高の一杯〜後編〜                                                                   |

## スタッフ
- 構成：キシ、久松知博
- CAM：縄誠幸、新井直樹（港家）
- 音声：小笹直樹
- MA：牧野友樹
- 音響効果：土井隆昌
- CG：渡部佳宣
- イラスト：伊藤カヅヒロ
- メイク：YUMIKA
- 協力：ヌーベルアージュ
- AD：川西瑛太、轟泉水、日下部敦美、井上仁
- AP：安倍裕菜
- ディレクター：池田智宏、井上雄介、柴田琢朗、双津大地郎、高橋洸一
- プロデューサー・総合演出：柴田裕正
- 制作：イースト・ファクトリー
- 製作・著作：ひかりTV

## 配信・放送
- ひかりTV